# SN 1979G
SN 1979G – niepotwierdzona supernowa odkryta 17 grudnia 1979 roku w galaktyce M-01-08-23. W momencie odkrycia miała maksymalną jasność 16,50m.